# Сентенција (изрека)
Sententia (изговор: сентенција.) срп. изрека, мудра изрека.

## Поријекло
Није познато ко је смислио овај појам.

## Значење поИвану Клајну
| „ | мудра изрека, пословица, поука | ” |

## Значење поМилану Вујаклији
| „ | мишљење, суд, одлука; изрека, мудра изрека, поводом каквог нарочитог случаја казана реченица у којој је усресређена каква опаска, морална мисао и др., те се тако општим начином објашњава онај случај, нпр. „Што год ко чини, све себи чини ... | ” |

## Тумачење
Сви горенаведени уважени и компетентни аутори су на различите начине и различитом количином ријечи објаснили смисао појма сентенција. Код учених Латина, наученим грчком мудрошћу,  је ријеч најскупља. Зато је само у најмањој могућој мјери и троше. Они са најмањим могућим бројем ријечи, готово математичком једноставношћу изричу своју мисао. 